# Nino Marchetti
Nino Marchetti, pseudonimo di Giovan Battista Marchetti, a volte accreditato come Giobatta Marchetti (Codroipo, 21 febbraio 1905 – Roma, 19 febbraio 1981), è stato un attore italiano.

## Biografia
Attore di teatro e radiofonico, esordì quasi trentenne nel cinema ricoprendo un ruolo assai secondario in Melodramma (1934) accanto ad Elsa Merlini e Corrado Racca. Da quel momento partecipò a una grande quantità di pellicole, dove fu adoperato come caratterista sapido e gustoso ma perlopiù in ruoli minuscoli, come in Piccolo mondo antico (1941) con Alida Valli e Gli amanti latini (1965) con Totò. 
Si dedicò marginalmente anche al doppiaggio, venendo nominato presidente onorario della CDC.

## Vita privata
Era sposato con l'attrice teatrale Celeste Almieri, che recitò più volte accanto a lui sul palcoscenico.

## Filmografia

Nino Marchetti, sulla sinistra, con Nino Taranto e Totò in Totò contro Maciste (1962)

- Melodramma, regia di Giorgio Simonelli (1934)
- Le scarpe al sole, regia di Marco Elter (1935)
- Il grande appello, regia di Mario Camerini (1936)
- Lo squadrone bianco, regia di Augusto Genina (1936)
- Ballerine, regia di Gustav Machatý (1936)
- Condottieri, regia di Luis Trenker (1937)
- Stasera alle undici, regia di Oreste Biancoli (1938)
- Giuseppe Verdi, regia di Carmine Gallone (1938)
- I grandi magazzini, regia di Mario Camerini (1939)
- Il barone di Corbò, regia di Gennaro Righelli (1939)
- Dora Nelson, regia di Mario Soldati (1939)
- Il ponte dei sospiri, regia di Mario Bonnard (1940)
- La granduchessa si diverte, regia di Giacomo Gentilomo (1940)
- L'assedio dell'Alcazar, regia di Augusto Genina (1940)
- La danza dei milioni, regia di Camillo Mastrocinque (1940)
- Abbandono, regia di Mario Mattoli (1940)
- Piccolo alpino, regia di Oreste Biancoli (1940)
- Non me lo dire!, regia di Mario Mattoli (1940)
- La figlia del Corsaro Verde, regia di Enrico Guazzoni (1940)
- Notte di fortuna, regia di Raffaello Matarazzo (1941)
- Marco Visconti, regia di Mario Bonnard (1941)
- Piccolo mondo antico, regia di Mario Soldati (1941)
- Luce nelle tenebre, regia di Mario Mattoli (1941)
- Beatrice Cenci, regia di Guido Brignone (1941)
- La pantera nera, regia di Domenico Gambino (1942)
- Mater dolorosa, regia di Giacomo Gentilomo (1943)
- Amanti in fuga, regia di Giacomo Gentilomo (1946)
- Il diavolo bianco, regia di Nunzio Malasomma (1947)
- I miserabili, regia di Riccardo Freda (1948)
- Arrivederci, papà!, regia di Camillo Mastrocinque (1948)
- Fifa e arena, regia di Mario Mattoli (1948)
- Totò cerca casa, regia di Steno e Mario Monicelli (1949)
- L'imperatore di Capri, regia di Luigi Comencini (1949)
- Vogliamoci bene!, regia di Paolo William Tamburella (1949)
- Guarany, regia di Riccardo Freda (1950)
- L'inafferrabile 12, regia di Mario Mattoli (1950)
- Canzone di primavera, regia di Mario Costa (1951)
- Amo un assassino, regia di Baccio Bandini (1951)
- Anna, regia di Alberto Lattuada (1951)
- Totò e i re di Roma, regia di Steno e Mario Monicelli (1951)
- Il cappotto, regia di Alberto Lattuada (1952)
- La trappola di fuoco, regia di Gaetano Petrosemolo (1952)
- Fratelli d'Italia, regia di Fausto Saraceni (1952)
- Il viale della speranza, regia di Dino Risi (1953)
- Il sacco di Roma, regia di Ferruccio Cerio (1953)
- Canzoni a due voci, regia di Gianni Vernuccio (1953)
- Il tesoro del Bengala, regia di Gianni Vernuccio (1953)
- L'orfana del ghetto, regia di Carlo Campogalliani (1954)
- La campana di San Giusto, regia di Mario Amendola e Ruggero Maccari (1954)
- Le avventure di Cartouche, regia di Gianni Vernuccio (1954)
- Avanzi di galera, regia di Vittorio Cottafavi (1955)
- La donna del fiume, regia di Mario Soldati (1955)
- Il prezzo della gloria, regia di Antonio Musu (1955)
- Orlando e i paladini di Francia, regia di Pietro Francisci (1956)
- Totò, Vittorio e la dottoressa, regia di Camillo Mastrocinque (1957)
- Il cielo brucia, regia di Giuseppe Masini (1957)
- Il romanzo di un giovane povero, regia di Marino Girolami (1958)
- La sposa, regia di Edmondo Lozzi (1958)
- Valeria ragazza poco seria, regia di Guido Malatesta (1958)
- I soliti ignoti, regia di Mario Monicelli (1958)
- Erode il grande, regia di Arnaldo Genoino e Viktor Turžanskij (1959)
- Ercole e la regina di Lidia, regia di Pietro Francisci (1959)
- I battellieri del Volga, regia di Arnaldo Genoino (1959)
- La peccatrice del deserto, regia di Steve Sekely e Gianni Vernuccio (1959)
- La cento chilometri, regia di Giulio Petroni (1959)
- I cosacchi, regia di Giorgio Rivalta e Viktor Turžanskij (1960)
- Il rossetto, regia di Damiano Damiani (1960)
- Risate di gioia, regia di Mario Monicelli (1960)
- La donna dei faraoni, regia di Viktor Turžanskij (1960)
- Le baccanti, regia di Giorgio Ferroni (1961)
- Gioventù di notte, regia di Mario Sequi (1961)
- Il conquistatore di Corinto, regia di Mario Costa (1961)
- La guerra di Troia, regia di Giorgio Ferroni (1961)
- Le magnifiche 7, regia di Marino Girolami (1961)
- I fratelli corsi, regia di Anton Giulio Majano (1961)
- Totò contro Maciste, regia di Fernando Cerchio (1962)
- Una regina per Cesare, regia di Piero Pierotti (1962)
- Rocambole, regia di Bernard Borderie (1963)
- Il terrore dei mantelli rossi, regia di Mario Costa (1963)
- Queste pazze, pazze donne, episodio Siciliani a Milano, regia di Marino Girolami (1964)
- Il trionfo di Ercole, regia di Alberto De Martino (1964)
- Ercole, Sansone, Maciste e Ursus gli invincibili, regia di Giorgio Capitani (1964)
- I due pericoli pubblici, regia di Lucio Fulci (1964)
- Gli amanti latini, episodio Il telefono consolatore, regia di Mario Costa (1965)
- Spiaggia libera, regia di Marino Girolami (1966)
- Le fate, episodio Fata Marta, regia di Antonio Pietrangeli (1966)
- Il triangolo rosso, episodio Le due verità, regia di Mario Maffei e Piero Nelli (1967) - serie TV
- I criminali della metropoli, regia di Gino Mangini (1967)
- Granada, addio!, regia di Marino Girolami (1967)
- Dio perdoni la mia pistola, regia di Mario Gariazzo e Leopoldo Savona (1969)
- La ragazza del prete, regia di Domenico Paolella (1970)
- Reverendo Colt, regia di León Klimovsky (1970)
- Le mille e una notte... e un'altra ancora!, regia di Enrico Bomba (1972)
- Vino e pane, regia di Piero Schivazappa - serie TV
- Dov'è Anna?, regia di Piero Schivazappa - serie TV
- Qui squadra mobile, regia di Anton Giulio Majano - serie TV
- Disonora il padre, regia di Sandro Bolchi - miniserie TV

## Doppiaggio
- Dario Fo in Scuola elementare
- George Kennedy in Solo sotto le stelle
- Tommaso Neri in La battaglia di Algeri
- Chuck Robertson in Carovana di fuoco
- Ugo Attanasio in Il lungo, il corto, il gatto

## Doppiatori italiani
- Ennio Cerlesi in Piccolo mondo antico
- Renato Turi in Fifa e arena
- Gualtiero De Angelis in Rocambole
- Carlo Romano in Gli amanti latini, episodio Il telefono consolatore
- Vittorio Di Prima in Reverendo Colt